# جوناس كينغ
جوناس كينغ (ولد في هاولي، ماساتشوستس، 29 يوليو 1792؛ توفي في أثينا، اليونان، 22 مايو 1869) كان رجل دين من الولايات المتحدة الأمريكية عمل مبشرًا، بشكل رئيسي في اليونان. توقفت أنشطته في اليونان بسبب موجة من الاضطهاد الديني والتي تم حلها أخيرًا من خلال المفاوضات الدبلوماسية بين الحكومتين الأمريكية واليونانية.

## سيرته
تخرج من كلية ويليامز في عام 1816، ومن مدرسة أندوفر اللاهوتية في عام 1819، ورُسم لخدمة الكنيسة الجماعية في تشارلستون، ساوث كارولينا، في 17 ديسمبر 1819. ثم تابع العمل التبشيري في ولاية كارولينا الجنوبية لمدة ستة أشهر ثم عاد إلى أندوفر لمدة عام من الدراسات العليا. وعندما تأسست كلية أمهرست عام 1821، تم تعيينه أستاذًا للغات الشرقية وآدابها، على الرغم من أنه أمضى الأعوام 1823-1825 يعمل في بعثة فلسطين التابعة لمجلس المفوضين الأمريكي للبعثات الأجنبية في سوريا يعظ ويوزع الأناجيل، فقد تولى كرسي رسائة الأستاذية في الكلية حتى عام 1828. ذهب إلى باريس ودرس اللغة العربية على يد دي ساسي، لإعداد نفسه لمهامه التبشيرية خارج الولايات المتحدة.  
وبعد إقامة قصيرة في الولايات المتحدة عام 1827/1828، تمت دعوته لمرافقة إحدى السفن المرسلة محملة بالإمدادات إلى اليونانيين. تزوج جوناس كينغ من آنا أسبازيا منغوس في جزيرة تينوس. كانت أخت المؤلف والمعلم اليوناني الأمريكي البارز بيتروس منجوس. آنا أسبازيا منجوس كانت رئيسة مدرسة السيدات في تينوس للغة اليونانية القديمة. أسس جوناس كينج المدرسة.  واصل علاقته مع المجلس الأمريكي في ديسمبر من ذلك العام، وفي عام 1831 انتقل إلى أثينا، حيث أمضى بقية حياته مبشرًا. في عام 1832 أنشأ خمس مدارس، وفي عام 1835 بدأ بتدريس فصل في علم اللاهوت. في عام 1839 تم الانتهاء من بناء مدرسة.
سرعان ما جذبت تعاليم كينغ انتباه سلطات الكنيسة الأرثوذكسية اليونانية، وفي عام 1845 أصدر سينودوس أثينا حرمانًا كنسيًا بحق كينغ. في عام 1846، ومرة أخرى في عام 1847، تم استدعاؤه للمثول أمام محكمة جنائية. في عام 1847 ظهرت سلسلة من المقالات بعنوان «عربدة كنغ» في إحدى صحف أثينا بدعوى وصف الاحتفالات المخزية التي تم إجراؤها في منزل المبشر. نتيجة لضجة شعبية، هرب كينغ إلى إيطاليا، ولكن في عام 1848 تسلمت السلطة وزارةٌ صديقة، وعاد إلى أثينا.
في عام 1851 تم تعيينه وكيلًا قنصليًا للولايات المتحدة في أثينا، وفي 23 مارس 1851، تم تفريق بعض اليونانيين، الذين جاؤوا إلى إحدى خدماته في منزله بغرض إثارة الاضطرابات، فقط من خلال عرضه للعلم الأمريكي. بعد ذلك بدأت محاكمة جديدة ضده، وفي مارس 1852 حُكم عليه بالسجن خمسة عشر يومًا والنفي. لقد اتُهم بـ «سب إله الكون والدين اليوناني»، على الرغم من أنه لم يفعل أكثر من التبشير بالمذاهب الكالفينية العادية، وعلى الرغم من أن اليونان تمتعت بالحرية الدينية الاسمية.
استأنف كينغ من سجنه أمام محكمة النقض، لكنها رفضت إلغاء قرار المحكمة الابتدائية، ثم احتج رسميًا على الحكم الصادر بحقه باسم حكومة الولايات المتحدة. تم إطلاق سراح كينغ مؤقتًا، وفي الصيف التالي، كلفت حكومة الولايات المتحدة جورج بي مارش ، وزير تركيا آنذاك، بإجراء تحقيق خاص في قضيته، وكذلك النظر في ملكية كينغ للكثير من الأراضي، واستخداماتها. الذي حرمته منه الحكومة اليونانية لمدة 20 عامًا دون أي تعويض.
أسفرت المراسلات الدبلوماسية، التي تملأ 200 صفحة مطبوعة من الوثائق التنفيذية، عن صدور أمر من ملك اليونان عام 1854، بإعفائه من العقوبة التي كانت قد فرضت عليه. كان الإجراء الذي اتخذته حكومة الولايات المتحدة في هذه الحالة بمثابة خدمة عظيمة لقضية الحرية الدينية في اليونان.
ألبرت هافن سلوكومب، المعروف برسالته إلى جون هاي التي يتساءل فيها عن الجنسية الأمريكية لأيون هانفورد بيرديكاريس،⁣ سافر إلى أثينا وأقام في منزل جوناس كينج بين نوفمبر 1861 ومايو 1862 
في عام 1865، تم انتخاب كينغ عضوًا في جمعية الآثار الأمريكية. 
بعد ذلك بقي كينغ في أثينا حتى وفاته. أقيمت كنيسة بروتستانتية يونانية في أثينا عام 1874 كثمرة لجهوده. منحته جامعة برينستون درجة دكتوراه في اللاهوت في عام 1832.

## كتابات
قام بمراجعة وترجمة ستة عشر مجلدًا إلى اللغة اليونانية الحديثة، من بينها «راحة القديسين» لباكستر ومواعظ ليمان بيتشر «حول الإدمان». نشر «رسالة وداع» باللغة العربية لأصدقائه في سوريا (1825)، وترجمت إلى لغات أوروبية مختلفة، ووضعت في دليل الكتب المحرمة في روما، وكان لها تأثير كبير في الكنائس الشرقية.
أعمال أخرى:
- الدفاع عن جوناس كينغ، باليونانية (أثينا، 1854)
- خطاب أمام أريوباغوس باللغة اليونانية (نيويورك، 1847)
- معرض الكنيسة الرسولية، باللغة اليونانية (كامبريدج، ماساتشوستس، 1851؛ الترجمات الفرنسية والإيطالية في مالطا)
- الطقوس الدينية للكنيسة الرسولية، باللغة اليونانية (أثينا، 1851)
- تفسير الكتاب المقدس باليونانية (1857)
- مواعظ باللغة اليونانية (مجلدان، 1859)
- رؤية شاملة لفلسطين وسوريا، بالفرنسية (الترجمة اليونانية، أثينا، 1859)
- أعمال متنوعة، باللغة اليونانية، مع الوثائق المتعلقة بمحاكماته المختلفة (أثينا، 1859-1860)
- الكنيسة الشرقية واللاتينية، باللغة الإنجليزية (1865)

## روابط خارجية
- "King, Jonas" على الموسوعة الأمريكية. 1920.